# Андреа Заферани
Андреа Заферани (итал. Andrea Zafferani; Сан Марино, 19. децембар 1982) је био капетан-регент Сан Марина од 1. октобра 2010. до 1. априла 2011. Служио је заједно са Ђованијем Франческом Уголинијем. Члан је Народне алијансе.